# Bioespeleologia
La Bioespeleologia és una especialitat científica que té per objecte l'estudi dels éssers vius que habiten el domini subterrani.
Tot i que com a especialitat nasqué el 1831 amb la primera descripció d'un ésser viu cavernícola, el coleòpter troglobi Leptodirus hohenwarti procedent de la cova d'Adelsberg, a la regió de Carniola a Eslovènia, pel comte Franz von Hohenwart, el terme de 'Bioespeleologia', però, no fou utilitzat fins al 1904 per l'espeleòleg francès Armand Viré. El 1907 els naturalistes i zooòlegs Emil Racoviță i René Jeannel crearen 'Biospeleologica', una organització que tenia per finalitat l'elaboració d'un projecte d'història natural del domini subterrani. Darrerament, la bioespeleologia s'ha convertit en una branca de la biologia i una ciència del carst sòlidament consolidada. A Catalunya les primeres exploracions bioespeleològiques foren obra de René Jeannel i Racovitza, que a partir del 1905 dugueren a terme diverses campanyes d'exploració a tota la península Ibèrica. Més endavant, seguiren exploracions de Cándido Bolívar Pieltáin, Frederic Bonet i encara en una darrera etapa de Ricard Zariquiey i Álvarez i Francesc Español i Coll. Al Museu de Zoologia de Barcelona es pot trobar una important col·lecció de coleòpters cavernícoles.